# 河北日報
河北日報 (かほくにっぽう; 中国語:河北日報; 発音:Hébĕi rìbào)は、中国共産党河北支部の公式紙である。
河北日報は河北省の州都である石家荘市で編集、11都市で毎朝印刷され、通常16ページの大判である。記事内容としては、河北省の共産党指導者の活動や社会・経済開発に焦点を当てている。
紙面は主にプロパガンダを目的としていて、政府機関、官営企業、軍部隊で回覧されている。紙面が退屈だという理由で、市民には人気がない。
出版元である河北日報新聞グループは、人気タブロイド紙である燕趙都市報が所有している。
河北日報にはグループの新聞がすべて読めるインターネット版がある。